# Saving Grace (álbum)
Saving Grace es el tercer álbum de estudio del cantautor estadounidense Jerry Riopelle. Fue publicado en julio de 1974 a través del sello discográfico ABC Records.

## Grabación y contenido
Las sesiones de grabación del álbum tuvieron lugar en dos estudios diferentes de California: Devonshire y Sound City. El propio Riopelle coprodujo todas las canciones. «Blues on My Table» de Stuart Margolin es la única canción del álbum no escrita o coescrita por Riopelle. Saving Grace contenía doce temas. Además de cantar, Riopelle tocó el piano, la guitarra rítmica, y el piano eléctrico Wurlitzer. Los músicos de sesión incluían al batería Jim Gordon, al multiinstrumentista Nick DeCaro, al bajista Wilton Felder, y a la corista Clyde King. La portada exterior del lanzamiento en vinilo original muestra una pintura de 1972 de Fritz Scholder titulada Indian Power.

## Recepción de la crítica
Un escritor no especificado de la revista Cash Box declaró: “[Saving Grace] presenta al artista explorando una variedad de texturas y estados de ánimo de manera provocativa y hábil. Los puntos fuertes del disco son muchos: desde una producción impecable hasta una disposición y un rendimiento exigentes, y el material se mantiene muy bien de un corte a otro”.

## Rendimiento comercial
La revista Record World informó en la semana del 3 de agosto de 1974 que Saving Grace fue la “Selección Durmiente de la Semana” en radio FM, con emisión en las estaciones WOWI-FM, WPDQ-FM, WBPI-FM, WPFT-FM, KMET-FM y KZEL-FM. Saving Grace también se convirtió en el segundo álbum con mayor difusión de la semana, por debajo de On the Beach de Neil Young. Aunque Saving Grace no se posicionó en las listas musicales de Billboard, particularmente Top LPs & Tape, el álbum se convirtió en un éxito comercial en las radios locales de Phoenix, Arizona, lo que llevó a que Dr. John abriera el escenario en la víspera de Año Nuevo en el Celebrity. De acuerdo al promotor Danny Zelisko, “Jerry realizó una serie de conciertos a partir del éxito de ‘Saving Grace’, en los que llegó a dar tres espectáculos seguidos, con entradas agotadas por adelantado. La gente de aquí no se cansaba de verlo. No podía ir a ningún lado en Phoenix. Era como Elvis”.

## Legado
Riopelle siguió siendo un gran atractivo en Phoenix y finalmente se mudó a Scottsdale. El 31 de mayo y 1 de junio de 2024, Saving Grace fue interpretado en vivo en su totalidad por los miembros de la banda de Riopelle junto con Paul Riopelle, hijo del cantante, como parte del 50.º aniversario del álbum.

## Lista de canciones
Todas las canciones escritas y compuestas por Jerry Riopelle y Stuart Margolin, excepto donde esta anotado. 
| Lado |                                |              |          |  |
| N.º  | Título                         | Escritor(es) | Duración |  |
| 1.   | «Livin' the Life»              |              | 2:05     |  |
| 2.   | «Why Do I Always Leave Home?»  |              | 2:10     |  |
| 3.   | «Naomi's Song»                 | Riopelle     | 3:50     |  |
| 4.   | «Buyin', Beggin' and Stealin'» |              | 2:15     |  |
| 5.   | «Shoulder to the Wheel»        |              | 3:50     |  |
| 6.   | «Blues on My Table»            | Margolin     | 4:30     |  |

| Lado dos |                         |                                |          |  |
| N.º      | Título                  | Escritor(es)                   | Duración |  |
| 1.       | «Like We Used to Do»    | Margolin Riopelle Becki McLeod | 2:30     |  |
| 2.       | «You and I»             | Riopelle                       | 4:55     |  |
| 3.       | «Doodely Doo»           |                                | 3:20     |  |
| 4.       | «Silly Old Gigolo»      | Riopelle                       | 3:05     |  |
| 5.       | «Fools Together»        | Riopelle                       | 3:15     |  |
| 6.       | «Roll with the Feelin'» | Riopelle                       | 2:25     |  |

## Créditos y personal
Créditos adaptados desde las notas de álbum de Saving Grace.
Músicos
- Jerry Riopelle – voces, piano, guitarra rítmica, piano eléctrico Wurlitzer
- David Plenn – guitarra líder, slide guitar
- Freddy Pappalardo – batería
- Jim Gordon – batería
- Nick DeCaro – acordeón
- John Harris – bajo eléctrico, coros
- Wilton Felder – bajo eléctrico
- Lyle Ritz – bajo eléctrico
- Byron Berline – violín tradicional
- Rich Tilles – saxofón, conga
- Edgar Lustgarten – violonchelo
- Clydie King – coros
- Dave “The Dutchman” – coros
- Salt Springs Slim – coros
- Oren Waters – coros
- Joe Greene – coros
- Murray MacLeod – coros

Personal técnico
- Jerry Riopelle – productor en todos los temas
- Harvey Gruferman – productor en «Livin' the Life», «Why Do I Always Leave Home?», «Naomi's Song», «Buyin', Beggin' and Stealin'», «Shoulder to the Wheel» y «Doodely Doo»
- David Plenn – productor en «Livin' the Life», «Why Do I Always Leave Home?», «Naomi's Song», «Shoulder to the Wheel» y «Doodely Doo»
- Rich Tilles – productor en «Blues on My Table», «You and I», «Silly Old Gigolo» y «Fools Together», mezclas
- Stuart Margolin – productor en «Buyin', Beggin' and Stealin'» y «Like We Used To Do»
- Keith Olsen – productor en «Roll with the Feelin'», mezclas
- Emmitt Siniard – productor en «Roll with the Feelin'»
- Steven Escallier – mezclas
- Fritz Scholder – ilustración
- James McCrary – fotografía